# Herb gminy Szydłowo (województwo wielkopolskie)

Herb gminy Szydłowo do 2013 roku

Herb gminy Szydłowo – jeden z symboli gminy Szydłowo, ustanowiony 30 grudnia 2013.

## Wygląd i symbolika
Herb przedstawia na tarczy w polu błękitnym lilię podwójną złota (żółta). Nad lilią korona (królewska) złota (żółta). Koronowana lilia symbolizuje Najświętszą Marię Pannę, która jest patronką kościołów parafialnych w Szydłowie (Parafia Matki Bożej Nieustającej Pomocy w Szydłowie) oraz Skrzatuszu (Parafia Wniebowzięcia Najświętszej Marii Panny w Skrzatuszu).